# Северные Увалы
Се́верные Ува́лы — холмистая возвышенность в северной части Восточно-Европейской равнины. Водораздел бассейна рек Волги и Северной Двины.
Расположена на территории Вологодской, Костромской, Кировской областей и Республики Коми. Длина — около 600 км. Высоты — до 293 м (Исакова гора, близ деревни Исаково Бабушкинского района Вологодской области). В состав Северных Увалов часто включается Галичская возвышенность, высоты которой достигают практически идентичных значений (гора Раменье в Солигаличском районе Костромской области).
Возвышенность сложена ледниковыми и флювиогляциальными отложениями, на наиболее повышенных участках имеются выходы коренных пород. Поверхность покрыта хвойной растительностью, местами сильно заболочена.
Крупнейшие поселения: города Никольск и Мураши, посёлок Кажым и село Койгородок.
На Северных Увалах берёт начало река Юг — одна из крупнейших по длине рек Вологодской и Кировской  областей, являющаяся правой составляющей  Северной Двины (сливается с Сухоной в городе Великий Устюг).